# Système de Johnson
En statistique, le système de Johnson est une famille de fonctions conçues pour modéliser une loi de probabilités à partir de tirages aléatoires, définie par N. L. Johnson en 1949,. Chacun des trois sous-types est caractérisé par quatre paramètres.

## Utilisation
L'idée de Johnson est de trouver le modèle le plus adapté à partir des quatre premiers moments d'un échantillon (espérance, variance, asymétrie et kurtosis), en transformant la variable aléatoire X qu'on souhaite modéliser par la transformation :
{\displaystyle Z=\gamma +\delta h\left({\frac {X-\xi }{\lambda }}\right)}
où Z suit la loi normale standard. Les valeurs ξ et λ > 0 servent donc conjointement de paramètres de position et d'échelle, tandis que γ caractérise l'asymétrie et δ, la kurtosis.
Johnson propose trois transformations:
- une transformation bornée par la fonction logit, qu'il note SB (pour bounded) :

{\displaystyle h(x)=\ln \left({\frac {x}{1-x}}\right)}
- une transformation par la fonction logarithme qu'il note SL (pour log-normal) :

{\displaystyle h(x)=\ln(x)}
- une transformation par la fonction sinus hyperbolique non bornée qu'il note SU (pour unbounded) :

{\displaystyle h(x)=\sinh(x)}
La loi normale est parfois incluse dans le système de Johnson, notée SN.

## Distribution de Johnson

### Support borné: loisSB
N. L. Johnson a d'abord proposé la transformation:
{\displaystyle z=\gamma +\delta \ln \left({\frac {\frac {x-\xi }{\lambda }}{1-{\frac {x-\xi }{\lambda }}}}\right)}
où {\displaystyle z\sim {\mathcal {N}}(0,1)}.
La loi SB de Johnson peut être générée à partir d'une variable aléatoire suivant une loi uniforme continue U par :
{\displaystyle y=\xi +{\frac {\lambda }{1+{\rm {e}}^{-\left(z-\gamma \right)/\delta }}}.}
On reconnait la forme d'une fonction logistique.

#### Version bivariée: loisSBB
Johnson a étendu la loi SB en une version bivariée, notée SBB. La densité de la loi est
{\displaystyle f(z_{1},z_{2},\rho )={\frac {1}{2\pi {\sqrt {1-\rho ^{2}}}}}\exp \left(-{\frac {1}{2}}{\frac {z_{1}^{2}-2z_{1}z_{2}+z_{2}^{2}}{1-\rho ^{2}}}\right).}
où z1 et z2 suivent chacun une loi SB, et {\textstyle \rho =\mathbb {E} (Z_{1}Z_{2})} la mesure de dépendance entre les deux variables.

### Support semi-infini: loisSL
N. L. Johnson a d'abord proposé la transformation:
{\displaystyle z=\gamma +\delta \ln \left({\frac {x-\xi }{\lambda }}\right)}
où {\displaystyle z\sim {\mathcal {N}}(0,1)}.
La loi SL de Johnson peut être générée à partir d'une variable aléatoire suivant une loi uniforme continue U par :
{\displaystyle y=\lambda {\rm {e}}^{-\left(z-\gamma \right)/\delta }+\xi .}
La loi SB convient pour modéliser les lois platikurtiques.

### Support infini: loisSU
Les lois SU de Johnson se basent sur la transformation de la loi normale suivante:
{\displaystyle z=\gamma +\delta \operatorname {arsinh} \left({\frac {x-\xi }{\lambda }}\right)}
où {\displaystyle z\sim {\mathcal {N}}(0,1)}.
La loi SU de Johnson peut être générée à partir d'une variable aléatoire suivant une loi uniforme continue U par :
{\displaystyle y=\lambda \sinh \left(\left(z-\gamma \right)/\delta \right)+\xi .}

### Identification du type
Afin d'identifier le type de lois de Johnson à partir du tirage, il y a plusieurs méthodes, la plus simple étant la méthode des moments qui se base surtout sur les moments d'ordre 3 et 4. Par exemple, pour une loi SL, ces moments valent:
{\displaystyle \beta _{1}={\frac {\mu _{3}^{2}}{\mu _{2}^{3}}}=({\rm {e}}^{\delta ^{-2}}-1)({\rm {e}}^{\delta ^{-2}}+2)^{2},\beta _{2}={\frac {\mu _{4}}{\mu _{2}^{2}}}={\rm {e}}^{4\delta ^{-2}}+2{\rm {e}}^{3\delta ^{-2}}+3{\rm {e}}^{2\delta ^{-2}}-3.}
Ainsi, toute loi de Johnson vérifie {\displaystyle \beta _{2}-\beta _{1}-1\geqslant 0}.
D'autres moyens ont été développés, reposant sur la méthode d'adaptation des quantiles, la méthode des moindres carrés, ou des estimateurs statistiques,,.

## Génération de variables aléatoires
Pour générer des tirages aléatoires suivant une loi de Johnson, on peut méthode de la transformée inverse : soit U une variable aléatoire uniforme continue sur l'intervalle unité [0; 1]. Les lois de Johnson peuvent alors être simulées par :
{\displaystyle X=\lambda h\left({\frac {\Phi ^{-1}(U)-\gamma }{\delta }}\right)+\xi }
où Φ est la fonction de répartition de la loi normale, et h étant la fonction liée à la famille de lois voulue (ln (x/(1 – x)) pour une loi SB, ln (x) pour une loi SL, sinh (x) pour une loi SB).

## Applications
Les lois SU de Johnson ont été utilisées pour modéliser des rendements des actifs pour la gestion de portefeuille, mais aussi la tarification d'options, et estimer un sourire de volatilité (en) ; voir arbre binomial de Johnson.
Une alternative au système de Johnson est le système de lois paramétrées par les quantiles (quantile-parameterized distributions), plus souple pour l'adaptation de forme. Au lieu d'adapter les paramètres aux moments, le système de lois paramétrées par les quantiles vise à adapter la fonction de densité par moindres carrés.

## Sources
- (en) I. D. Hill, R. Hill et R. L. Holder, « Algorithm AS 99: Fitting Johnson Curves by Moments », Journal of the Royal Statistical Society. Series C (Applied Statistics), vol. 25, no 2,‎ 1976
- (en) M.C. Jones et A. Pewsey, « Sinh-arcsinh distributions », Biometrika, vol. 96, no 4,‎ 2009, p. 761 (DOI 10.1093/biomet/asp053, lire en ligne)(Preprint)
- (en) Hans J. H. Tuenter, « An algorithm to determine the parameters of SU-curves in the Johnson system of probability distributions by moment matching », The Journal of Statistical Computation and Simulation, vol. 70, no 4,‎ novembre 2001, p. 325–347 (DOI 10.1080/00949650108812126)
- (en) G.J. Hahn et S.S. Shapiro, Statistical Models in Engineering, New York, John Wiley & Sons, 1967.
- (en) N.L. Johnson, « Systems of frequency curves generated by methods of translation », Biometrika, vol. 36, no 1--2,‎ 1949, p. 149-176 (DOI 10.1093/biomet/36.1-2.149).
- (en) N.L. Johnson et S. Kotzeds, Encyclopedia of Statistical Sciences, New York, John Wiley & Sons, 1983, p. 303-314.
- (en) Paul Keller, Statistical Process Control Demystified, New York McGraw-Hill, 2011.
- (en) Thomas Pyzdek, « Process Capability Analysis using Personal Computers », Quality Engineering, vol. 4.3,‎ 1992, p. 419-440.